# Équipe cycliste Kelvinator
L'équipe cycliste Kelvinator est une équipe cycliste Italienne, qui a existé en 1968. 

## Histoire de l'équipe
L'équipe est commanditée par Kelvinator, une compagnie d’appareils électroménagers fondée aux États-Unis en 1914. 
Durant sa seule année d'existence, elle est dirigée par Ercole Baldini et Silvano Ciampi, tous les deux anciens coureurs cyclistes. Elle ne remporte pas de grandes victoires mais bénéficie d'une invitation pour participer au Tour d'Italie.

## Principales victoires
- GP Vaux : Vincent Denson  (1968)
- Giro del Belvedere : Lucillo Lievore  (1968)

## Résultats sur les grands tours
| - Tour de France - 0 participation | - Tour d'Italie - 1 participation (1968) - 0 victoire d'étape - 0 classement final - 0 classement annexe | - Tour d'Espagne - 0 participation |

## Effectif
| Cycliste           | Date de naissance | Nationalité     | Équipe 1967 |
| ------------------ | ----------------- | --------------- | ----------- |
| Ottorino Benedetti | 22/09/1943        | Italie          |             |
| Attilio Benfatto   | 11/03/1943        | Italie          |             |
| Carlo Brunetti     | 03/07/1943        | Italie          |             |
| Vincent Denson     | 24/11/1935        | Grande-Bretagne |             |
| Mario Di Toro      | 08/09/1943        | Italie          |             |
| Leandro Faggin     | 18/07/1933        | Italie          |             |
| Renzo Fontona      | 02/07/1939        | Italie          |             |
| Gianfranco Gallon  | 15/05/1942        | Italie          |             |
| Karl-Heinz Kunde   | 06/08/1938        | Allemagne       |             |
| Lucillo Lievore    | 14/07/1940        | Italie          |             |
| Luciano Luciani    | 17/03/1944        | Italie          |             |
| Mario Mancini      | 25/12/1943        | Italie          |             |
| Albano Negro       | 31/03/1943        | Italie          |             |
| Mario Zanin        | 03/07/1940        | Italie          |             |